# Allium pavonianum
Allium pavonianum — вид квіткових рослин з підродини цибулевих (Allioideae). Ендемік Туреччини.

## Таксономія
У рамках таксономічних досліджень Allium sect. Codonoprasum середземноморської флори виявлено помітну морфологічну мінливість роду й описано нові для науки види, серед яких A. pavonianum. Вид названо на честь П’єтро Павоне, ботаніка з Університету Катанії, фахівця з цитотаксономії цибулинних рослин.

## Біоморфологічна характеристика
Цибулина яйцеподібна, 16–20 × 12–15 мм, зовнішні оболонки блідо-коричневі. Стебло прямовисне, жорстке, дуже міцне, голе, 35–60 см заввишки, зазвичай на 1/3–1/2 загальної довжини вкрите листковими піхвами. Листків 3–4, коротші за суцвіття, суцільно густо запушені, пластина напівциліндрична, до 20 см завдовжки, ребриста. Суцвіття щільне, 3–6 см в діаметрі, з 50–100 квітками. Обгортки суцвіття нерівні й довші за нього, голі. Оцвітина дзвінчата, зеленувато-жовта, з коричневим відтінком, 4.3–4.5 мм завдовжки, листочки оцвітини рівні, довгасті, 2–2.2 мм завширшки, середня жилка зелена, гладкі й закруглені на верхівці. Тичинки з простими й майже рівними, повністю пурпуруватими нитками; пиляки блідо-жовті. Коробочка тристулкова, майже куляста, сплощена, 4 × 3 мм. Цвіте з кінця червня до початку липня.

## Поширення
Цей вид зустрічається в деяких передгірських насадженнях поблизу Назіллі в центрально-західній Анатолії, де росте на луках і галявинах чагарників.